# Hilltoppers de Western Kentucky
Les Hilltoppers de Western Kentucky (en anglais : Western Kentucky Hilltoppers) sont un club omnisports universitaire de l'université de l'Ouest du Kentucky située à Bowling Green dans l'État du Kentucky.
Les équipes sportives des Hilltoppers participent aux compétitions universitaires organisées par la National Collegiate Athletic Association au sein de la Division I. Elles sont membres de la Conference USA depuis 2014.
Le programme de football américain joue au sein de la NCAA Division I Football Bowl Subdivision (FBS) depuis la saison 2008, après avoir joué dans la NCAA Division I Football Championship Subdivision (FCS).

## Football américain

### Histoire
Fondée en 1908, l'équipe de football américain a longtemps évolué dans les divisions inférieures avant de rejoindre la NCAA Division I Football Bowl Subdivision (FBS) en 2008.
Elle a entre-temps remporté un titre national dans la  NCAA Division I Football Championship Subdivision (FCS) en 2002. Ils ont également participé à neufs autres phases finales dans cette division et y remporté onze titres de conférence.
Ils rejoignent la FBS en 2008, d'abord en tant qu'équipe indépendante (2008), deviennent membres de la Sun Belt Conference de 2009 à 2013 avant de rejoindre la Conference USA en 2014 dont ils remportent le championnat en 2015. 
Après avoir perdu un premier bowl (le Little Caesars Pizza Bowl 2012 face aux Chippewas de Central Michigan), ils prennent leur revanche en remportant le Bahamas Bowl 2014 sur le score de 49 à 48 face aux mêmes adversaires. La saison suivante, outre le titre de conférence, ils remportent le Miami Beach Bowl 2015 face aux Bulls de South Florida.
Les Hilltoppers jouent leurs matchs à domicile au Houchens Industries–L. T. Smith Stadium (en) d'une capacité de 22 000 places depuis 1968.

### Affiliation
- 1913–1925: Indépendants
- 1926–1942: Southern Intercollegiate Athletic Association (en)
- 1942–1945: Indépendants
- 1946–1947: Kentucky Intercollegiate Athletic Conference (en)
- 1948–1981: Ohio Valley Conference
- 1982–1998: NCAA Division I-AA , Indépendants
- 1999–2000: Ohio Valley Conference
- 2001–2006: Gateway Football Conference
- 2007: NCAA Division I FCS - Indépendants
- 2008: NCAA Division I FBS - Indépendants
- 2009–2014: Sun Belt Conference
- Depuis 2014 : Conference USA

### Palmarès
- Championnat national (1) :

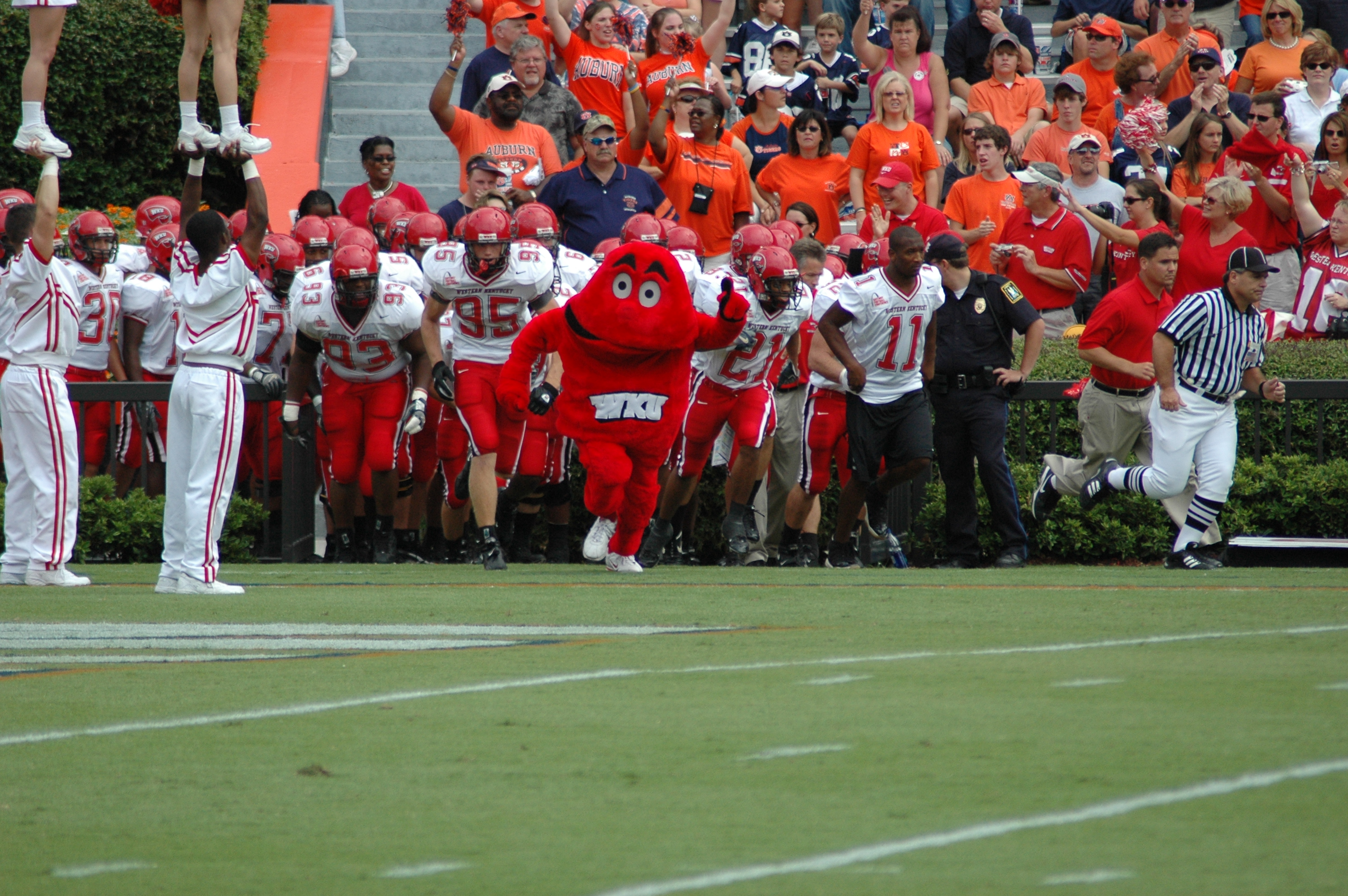
Les Hilltoppers de WKU et leur mascotte Big Red.

  - Vainqueur du championnat national 2002 de la NCAA Division I FCS.

- Titre de conférence (13) :
  - Southern Intercollegiate Athletic Association (en) (Division I-A, actuelle FBS) : 1932 ;
  - Ohio Valley Conference (FCS) : 1952, 1963, 1970, 1971, 1973, 195, 1978, 1980 et 2000 ;
  - Gateway Football Conference (FCS) : 2002 ;
  - Conference USA : 2015 et 2016[5].

- Titre de division (3):
  - Division East de la Conférence USA : 2015, 2016† et 2021

Note : † titre partagé

### Bowls
- NCAA Division I FCS (4-2) :
  - Le Refrigerator Bowl 1952 : victoire 34-19 face aux Red Wolves d'Arkansas State ;
  - Le Tangerine Bowl 1963 (en) : victoire 27-0 face aux Bears de Coast Guard (en) ;
  - Le Grantland Rice Bowl 1973 : ½ finale du championnat, victoire 28-20 face aux Tigers de Grambling ;
  - Le Camellia Bowl 1973 : finale du championnat, défaite 0-34 face aux Bulldogs de Louisiana Tech ;
  - Le Grantland Rice Bowl 1975 : ½ finale du championnat, victoire 14-3 face aux Wildcats du New Hamshire ;
  - Le Camellia Bowl 1975 : finale du championnat, défaite 14-16 face aux Wildcats de Northern Michigan.

- NCAA Division I FBS (7-4)[4] :
  - Le Little Caesars Pizza Bowl 2012 : défaite 21-14 face aux Chippewas de Central Michigan ;
  - Le Bahamas Bowl 2014 : victoire 49-48 contre les Chippewas de Central Michigan ;
  - Le Miami Beach Bowl 2015 : victoire contre les Bulls de South Florida ;
  - Le Boca Raton Bowl 2016 : victoire contre les Tigers de Memphis ;
  - Le Cure Bowl 2017 : défaite 17-27 face aux Panthers de Georgia State ;
  - Le First Responder Bowl 2019 : victoire 23-20 face aux Broncos de Western Michigan
  - Le LendingTree Bowl 2020 : défaite 21-39 face aux Panthers de Georgia State ;
  - Le Boca Raton Bowl 2021 (en) : victoire 59-38 face aux Mountaineers d'Appalachian State ;
  - Le New Orleans Bowl 2022 : victoire 44-23 face aux Jaguars de South Alabama  ;
  - Le Famous Toastery Bowl 2023 : victoire 38-35 face aux Monarchs d'Old Dominion[6].
  - Le Boca Raton Bowl 2024 : défaite 17-27 face aux Dukes de James Madison[7]

## Rivalités
Les Hilltoppers développent une rivalité avec les :
- Colonels d'Eastern Kentucky (en) : Battle of the Bluegrass (en) :
- Racers de Murray State : Battle for the Red Belt (en) ;
- Blue Raiders de Middle Tennessee 100 Miles of Hate (en)